# Песенник Колумбовой библиотеки
Песенник Колумбовой библиотеки (исп. Cancionero de la Colombina, Cancionero Musical de la Colombina) — рукопись музыкальных произведений конца XV века в библиотеке кафедрального собора города Севильи, известной под названием «Колумбовой библиотеки».

## Состояние рукописи
Первая часть рукописи является делом рук двух основных переписчиков, а вторая часть — шести остальных. Изначально состояла из 106 тетрадей, 8 из которых ныне утрачены. Общее состояние сохранившихся тетрадей неудовлетвортельно. На рукописи стоит заглавие, добавленное в более поздний период, которое гласит «Простонародные напевы, положенные на музыку различными испанцами» (Cantilenas vulgares puestas en musica por varios Españoles).

## История
В 1534 году рукопись была куплена вторым сыном Христофора Колумба, библиофилом Фернандо Колумбом, для его богатейшего собрания в Севилье, состоявшего из более чем 15000 единиц хранения, которое впоследствии получило название «Колумбовой библиотеки» (исп. Biblioteca Colombina). После его смерти библиотека была в 1551 году передана в Севильский кафедральный собор, где она и хранится по сей день.

## Содержание
Сохранившихся сочинений «Песенника Колумбовой библиотеки» насчитывается 93, причём некоторые из них неполные. Авторство 53 из них не установлено. По нескольким сочинениям авторство определяется по другим песенникам, например таким, как «Дворцовый песенник» и неаполитанский «Cancionero de Montecassino».
Репертуар представлен разнообразными музыкальными жанрами — кансьоны, вильянсико, романсы, энсалады.
Многие вильянсико и песни — духовного содержания, в основном посвящены деве Марии. Два сочинения написаны на французском языке, 12 представляют собой литургические композиции на латыни. Также имеются идут две короткие версии «Сивиллиной песни» на кастильском — под номерами 73 (El Cant de la Sibilla) и 91 (Juysio fuerte será dado).
Среди известных авторов Песенника — Хуан де Триана (20), Хуан Корнаго(6), Хуан де Урреде (3) Йоханнес Окегем (2) Хуан дель Энсина (1) и Франсиско де ла Торре (1).